# آلخاندرو اوبرگ
آلخاندرو اوبرگ گونسالس (اسپانیایی: Alejandro Hohberg González‎؛ زادهٔ ۲۰ سپتامبر ۱۹۹۱ در لیما) بازیکن فوتبال در پست هافبک اهل پرو است.

## باشگاهی
از باشگاه‌هایی که در آن بازی کرده‌است می‌توان به باشگاه فوتبال الیانزا لیما اشاره کرد.

## تیم ملی
وی همچنین در تیم ملی فوتبال پرو بازی کرده‌است.